# Berg (Eurasburg)
Berg ist ein Gemeindeteil von Eurasburg im oberbayerischen Landkreis Bad Tölz-Wolfratshausen. Das Kirchdorf liegt circa zwei Kilometer nordwestlich von Eurasburg.

## Baudenkmäler
Siehe auch: Liste der Baudenkmäler in Berg
- Katholische Filialkirche St. Margaretha